# Trung tâm Văn hóa Quốc gia Ba Lan

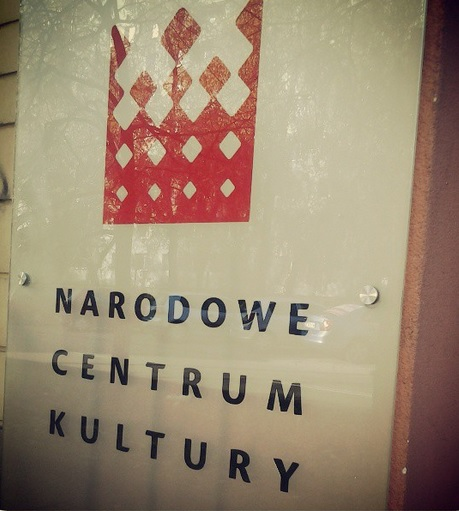
Tru sở chính của Trung tâm Văn hóa Quốc gia Ba Lan

Trung tâm Văn hóa Quốc gia Ba Lan (tiếng Ba Lan: Narodowe Centrum Kultury) là một tổ chức văn hóa có bề dày hoạt động hơn 60 năm, trụ sở chính tại Warszawa, Ba Lan. Trung tâm chú trọng phát triển và chuyên nghiệp hóa lĩnh vực văn hóa bằng việc nâng cao bằng cấp và kỹ năng của những người làm văn hóa chuyên nghiệp thông qua các chương trình đào tạo do chuyên gia Ba Lan và nước ngoài tổ chức cũng như các chương trình trao đổi giáo dục. Đồng thời, Trung tâm hướng tới việc duy trì, quảng bá truyền thống quốc gia và địa phương, di sản văn hóa Ba Lan và bồi dưỡng việc giáo dục, nâng cao sự quan tâm tới văn hóa và nghệ thuật.

## Mục đích hoạt động
- Tổ chức và hỗ trợ các dự án nghiên cứu, hội đàm và hội thảo thúc đẩy thực thi hiệu quả chính sách văn hóa ở nhiều cấp độ khác nhau
- Phát triển và duy trì một nền tảng các thông lệ tốt trong lĩnh vực chính sách văn hóa
- Thu thập các báo cáo nghiên cứu cũng như giám sát hoạt động của các tổ chức nghiên cứu văn hóa trong và ngoài nước
- Truyền cảm hứng và hỗ trợ các phong trào xã hội và tổ chức phi chính phủ hoạt động trong các lĩnh vực văn hóa và di sản quốc gia
- Phổ biến thông tin văn hóa và thúc đẩy các hoạt động nghiên cứu trong các lĩnh vực văn hóa và di sản quốc gia,
- Nâng cao trình độ của những người làm việc trong lĩnh vực văn hóa

## Lịch sử hình thành
Lịch sử hình thành của Trung tâm bắt đầu từ năm 1950 khi Phòng trưng bày nghệ thuật và Dịch vụ hướng dẫn của Trung tâm cộng đồng được thành lập tại Cục Phong trào nghệ thuật nghiệp dư của Bộ Văn hóa và Nghệ thuật. Sự thay đổi trong định hướng của tổ chức trong những năm 1950 đã dẫn đến việc đơn vụ này được tên thành Trung tâm Hướng dẫn-Phương pháp hoạt động Văn hóa và Giáo dục. Vào những năm 1960, với tư cách là một đơn vị độc lập tách khỏi Bộ Văn hóa, Trung tâm có chức năng là hướng dẫn cho Phong trào Nghệ thuật nghiệp dư (CPARA) nhằm mở rộng phạm vi hoạt động để bao gồm một bộ phận giáo dục.
Năm 2002, Trung tâm Hoạt hình Văn hóa của Viện Di sản Quốc gia và Trung tâm Tài liệu Quốc gia về các Hội Văn hóa Khu vực đã sáp nhập vào Trung tâm Văn hóa Quốc gia. Tổ chức mới tiếp quản một số nhiệm vụ của các tổ chức đó đồng thời mở rộng phạm vi hoạt động để bao gồm các dự án và chương trình mới.
Năm 2005, Bộ trưởng Bộ Văn hóa đã sáp nhập Trung tâm này với Trung tâm Hợp tác Văn hóa Quốc tế để thành lập Viện Adam Mickiewicz. Tuy nhiên, tới năm 2006, Trung tâm Văn hóa Quốc gia Ba Lan đã nối lại hoạt động độc lập trong các lĩnh vực giáo dục, xuất bản cũng như phổ biến và quảng bá văn hóa.

## Một số hoạt động của trung tâm
Trung tâm triển khai nhiều dự án một lần hoặc dài hạn trong lĩnh vực văn hóa, ví dụ:
- Dự án lịch sử âm nhạc Ba Lan: dư án dài hạn nhằm phổ biến và quảng bá kiến thức vê lịch sử âm nhạc Ba Lan thông qua các chương trình phát thanh, các ấn bản sách phát hành và loạt chương trình hòa nhạc có tiêu đề Khám phá âm nhạc Ba Lan.
- Chương trình Can thiệp văn hóa: dự án nhằm tạo điều kiện tăng cường bản sắc văn hóa và đẩy mạnh sự tham gia văn hóa ở cấp khu vực, địa phương và quốc gia thông qua hỗ trợ tài chính cho các dự án quảng bá di sản văn giá và tăng sự hiện diện của văn hóa trong đời sống xã hội.
- Chiến dịch #BarwyWspólne: đây là chiến dịch xã hội và giáo dục nhằm phổ biến kiến thức về các biểu tượng dân tộc và cách áp dụng chúng trong thực tế.
- "Tôi nhớ. Katyn 1940" là chiến dịch xã hội và giáo dục nhằm truyền tải đúng sự thật lịch sử và truyền cảm hứng cho chủ nghĩa yêu nước đương đại